# Honyek Gyula
Honyek Gyula (Budapest, 1951. május 18. –) fizikus, Rátz Tanár Úr-életműdíjas fizikatanár, több tankönyv szerzője. Jelenleg a Berzsenyi Dániel Gimnáziumban tanít fizikát 

## Életpályája
Általános iskolai és gimnáziumi tanulmányait az ELTE Apáczai Csere János Gyakorlóiskolájában végezte 1957–1969 között. Egyéves sorkatonai szolgálat után, 1970–1975 között az Eötvös Loránd Tudományegyetemen, fizikus szakon tanult, majd ugyanitt posztgraduális képzésben 1975–1977 között doktori ösztöndíjas volt. 1977-ben summa cum laude minősítéssel egyetemi doktori fokozatot szerzett szilárdtest-fizikából. 1982–1984 között szintén az Eötvös Loránd Tudományegyetemen fizikatanári szakon tanult, középiskolai fizikatanári diplomáját 1984-ben szerezte meg.
Közben 1975–1985 között az Eötvös Loránd Tudományegyetem Általános Fizika Tanszékén végzett kutatói és oktatói tevékenységet. Fő kutatási területei fémfizika, röntgen diffrakció, kalorimetria, fő oktatási területei kísérleti fizika, laboratóriumi gyakorlatok, módszertan voltak.
1985–1996 között fizika vezetőtanár az ELTE Trefort Ágoston Gyakorlóiskolában, majd 1996–2011 között az ELTE Radnóti Miklós Gyakorlóiskolában. 2011-ben vonult nyugdíjba. Közben 1985–1989 között óraadó oktató az Eötvös Loránd Tudományegyetem Általános Fizika Tanszékén. 1992-től folyamatosan fizika előkészítő foglalkozásokat tart angol nyelven a College International orvosegyetemi felkészítő iskolában.
Pályája során számos, a fizika tanításához kapcsolódó megbízatást vállalt. 1982-től részt vesz a Mikola Sándor Országos Középiskolai Tehetségkutató Fizikaverseny versenybizottságában. 1986-tól huszonöt éven át felkészítője és csapatvezetője volt a Nemzetközi Fizikai Diákolimpiákon szereplő magyar csapatnak. 1987–1995 között, majd 2005-től folyamatosan a Országos középiskolai tanulmányi verseny fizika bizottságának tagja. 1994-től a Középiskolai Matematikai és Fizikai Lapok fizika szerkesztőbizottságának tagja.

## Publikációi (válogatás)

### Könyvek
- Egy egyszerű árapály modellről. In  Fejezetek a mechanikából: Pedagógiai nyári egyetem, Zsámbék. Szerk. Kovács István, Skrapits Lajos és Tasnádi Péter. Budapest: Eötvös Loránd Tudományegyetem. 1981.   141–152. o. ISBN 963-461-492-2
- Fizika és számítástechnika: Mechanika. Budapest: Novotrade. 1987.  ISBN 963-02-5053-5 (társszerzőkkel)
- Fizika és számítástechnika: Rezgések, hőtan, elektromosságtan. Budapest: Novotrade. 1987.  ISBN 963-02-5896-X (társszerzőkkel)
- Fizika és számítástechnika: Elektromágnesség, optika, atomfizika, csillagászat. Budapest: Novotrade. 1990.  ISBN 963-585-088-3 (társszerzőkkel)
- Fizika: Mechanika. Budapest: Calibra. 1994.  ISBN 963 686 044 0 (társszerzőkkel)
- Fizika: Optika, hőtan. Budapest: Calibra. 1994.  ISBN 963 686 045 9 (társszerzőkkel)
- Fizika: Elektromosság, mágesség. Budapest: Calibra, Műszaki. 1995.  ISBN 963-686-132-3 (társszerzőkkel)
- Fizika: Modern fizika. Budapest: Calibra, Műszaki. 1996.  ISBN 963-686-318-0 (társszerzőkkel)
- 123 furfangos fizikai feladat. Budapest: Eötvös Loránd Fizikai Társulat. 1997.  ISBN 963-8051-72-8 (társszerzővel)
- 123 tricky physics problems. Budapest: Eötvös Loránd Fizikai Társulat. 1997.  ISBN 963-8051-73-6 (társszerzővel)
- 200 Puzzling Physics Problems. Cambridge: Cambridge University Press. 2001.  ISBN 0521773067 (társszerzőkkel) 
  - orosz fordítás: Двести интригующих физических задач. (hely nélkül): Техносфера: Бюро Квантум. 2005.  ISBN 5-85843-055-4 
  - kínai fordítás: 200道物理学难题. (hely nélkül): Beijing Polytechnic University Press. 2000.  ISBN 9787564001933 
  - japán fordítás: 楽しめる物理問題200選. (hely nélkül): 朝倉書店 [Aszukara Soten]. 2003.  ISBN 9784254130911
- Fizika próbafelvételi gyűjtemény. Budapest: DFT-Budapest. 2002.
- Fizika gyűjtemény. Budapest: DFT-Budapest. 2002.
- Fizika 7. Budapest: Műszaki. 2002.  ISBN 9631628655 (társszerzőkkel)
- Fizika 8. Budapest: Műszaki. 2002.  ISBN 9631628647 (társszerzőkkel)
- Fizika I: A középiskolák számára. Budapest: Műszaki. 2007.  ISBN 978-963-16-4166-0 (társszerzőkkel)
- Fizika II: A középiskolák számára. Budapest: Műszaki. 2008.  ISBN 978-963-16-4169-1 (társszerzőkkel)
- Fizika III: A középiskolák számára. Budapest: Műszaki. 2008.  ISBN 978-963-16-4223-0 (társszerzőkkel)
- Fizika 9. „A” kerettanterv szerint. Budapest: Műszaki. 2013.  ISBN 978-963-16-4535-4 (társszerzőkkel)
- 333 furfangos feladat fizikából. Budapest: Typotex. 2014.  ISBN 978-963-279-820-2 (társszerzőkkel)
- Fizika feladatgyűjtemény középiskolásoknak. Budapest: Oktatáskutató és Fejlesztő Intézet. 2015.  ISBN 978 963 19 7342 6 (alkotószerkesztőként)
- 200 More Puzzling Physics Problems. Cambridge: Cambridge University Press. 2016.  ISBN 9781107103856 (társszerzőkkel)

### Cikkek
- Az Mg tartalom hatásának vizsgálata a Guinier-Preston zónák képződésére és reverziójára Al+4.5at%Zn+xMg ötvözetekben.  Magyar Alumínium,  XVIII. évf.  2. sz. (1981)   39–45. o.   (társszerzőkkel)
- Kiválási folyamatok AlZn5Mg2 (Cu) ötvözetekben.  Magyar Alumínium,  XXI. évf.  7–8. sz. (1984)   249–258. o.   (társszerzőkkel)
- Alumínium-vas ötvözetek tulajdonságai öntött állapotban.  Magyar Alumínium,  XXIII. évf.  5. sz. (1986)   173–179. o.   (társszerzőkkel)
- A fárasztás.  Magyar Fizikai Folyóirat,  XXVIII. évf.  1. sz. (1980)   105–116. o. Hozzáférés: 2017. május 18.
- Szilárdoldatos keményedés.  Magyar Fizikai Folyóirat,  XXIX. évf.  4. sz. (1981)   299–327. o. Hozzáférés: 2017. május 18.   (társszerzővel)
- A rekrisztallizáció hajtó és fékező erői.  Magyar Fizikai Folyóirat,  XXX. évf.  6. sz. (1982)   501–512. o. Hozzáférés: 2017. május 18.
- Kétfázisú ötvözetek rekrisztallizációja.  Magyar Fizikai Folyóirat,  XXX. évf.  6. sz. (1982)   537–548. o. Hozzáférés: 2017. május 18.
- Egykristályok ciklikus alakváltozása.  Magyar Fizikai Folyóirat,  XXXIII. évf.  4. sz. (1985)   379–391. o. Hozzáférés: 2017. május 18.
- Fáradásos törés.  Magyar Fizikai Folyóirat,  XXXIII. évf.  5–6. sz. (1985)   563–578. o. Hozzáférés: 2017. május 18.
- Képlékeny-rideg átalakulás tércentrált köbös fémekben.  Magyar Fizikai Folyóirat,  XXXVI. évf.  2. sz. (1989)   111–122. o. Hozzáférés: 2017. május 18.
- Fizikaórák fényfoltjai: Tanári emlékmorzsák.  Magyar Tudomány,  CLXXVI. évf.  10. sz. (2015. október)   1219–1225. o. arch Hozzáférés: 2017. május 18.

## Díjai, kitüntetései
- Vándorplakett (1993)
- Ericsson-díj (2001)
- MTA kutató pedagógus pályadíj (2002)
- Mikola Sándor-díj (2010)
- Rátz Tanár Úr-életműdíj (2015)